# 1992年夏季奥林匹克运动会自行车比赛
1992年夏季奥林匹克运动会自行车比赛在西班牙巴塞罗那举行。

## 公路

### 男子
| Event                         | 金牌                                                                          | 银牌                                                                                  | 铜牌                                                                              |
| Individual road race （詳細） | 法比奥·卡萨尔泰利 · 意大利（ITA）                                             | Erik Dekker · 荷兰（NED）                                                             | Dainis Ozols · 拉脱维亚（LAT）                                                    |
| Team Time Trial （詳細）      | 德国（GER） · 米夏埃尔·里希 · 贝恩德·迪特尔特 · 克里斯蒂安·迈尔 · 乌韦·佩舍尔 | 意大利（ITA） · 安德烈亚·佩龙 · 弗拉维奥·阿纳斯塔西亚 · 卢卡·科隆博 · 詹弗兰科·孔特里 | 法国（FRA） · 让-路易·阿雷尔 · 埃尔韦·布萨尔 · 迪迪埃·费弗尔-皮埃雷 · 菲利普·戈蒙 |

### 女子
| Event                         | 金牌                | 银牌                    | 铜牌                       |
| Individual road race （詳細） | 凯茜·瓦特 · （AUS） | 让妮·隆哥 · 法国（FRA） | Monique Knol · 荷兰（NED） |

## 场地

### 男子
| Event                       | 金牌                                                                                                | 银牌                                                                          | 铜牌                                                                                           |
| Points race （詳細）        | 乔瓦尼·隆巴尔迪 · 意大利（ITA）                                                                     | Léon van Bon · 荷兰（NED）                                                    | Cédric Mathy · 比利时（BEL）                                                                   |
| Individual pursuit （詳細） | 克里斯·博德曼 · 英国（GBR）                                                                         | 延斯·莱曼 · 德国（GER）                                                       | 加里·安德森 · 新西兰（NZL）                                                                    |
| Team Pursuit （詳細）       | 德国（GER） · 斯特凡·施泰因韦格 · 安德烈亚斯·瓦尔策 · 吉多·富尔斯特 · 米夏埃尔·格勒克纳 · 延斯·莱曼 | （AUS） · 斯图尔特·奥格雷迪 · 布雷特·艾特肯 · 斯蒂芬·麦格利德 · 肖恩·奥布赖恩 | 丹麦（DEN） · Jan Petersen · Michael Sandstød · Ken Frost · Jimmi Madsen · Klaus Kynde Nielsen |
| Sprint （詳細）             | 延斯·菲德勒 · 德国（GER）                                                                           | Gary Neiwand · （AUS）                                                        | 柯特·哈尼特 · 加拿大（CAN）                                                                    |
| 1 km Time Trial （詳細）    | 何塞·曼努埃尔·莫雷诺 · 西班牙（ESP）                                                                | 沙恩·凯利 · （AUS）                                                           | Erin Hartwell · 美国（USA）                                                                    |

### 女子
| Event                       | 金牌                            | 银牌                        | 铜牌                         |
| Individual pursuit （詳細） | 彼得拉·罗斯纳 · 德国（GER）     | 凯茜·瓦特 · （AUS）         | Rebecca Twigg · 美国（USA）  |
| Sprint （詳細）             | Erika Salumäe · 爱沙尼亚（EST） | 安妮特·诺伊曼 · 德国（GER） | Ingrid Haringa · 荷兰（NED） |

## 奖牌榜
| 排名 | 国家／地区 | 金牌 | 银牌 | 铜牌 | 總數 |
| ---- | ---------- | ---- | ---- | ---- | ---- |
| 1    | 德国       | 4    | 2    | 0    | 6    |
| 2    | 意大利     | 2    | 1    | 0    | 3    |
| 3    |            | 1    | 4    | 0    | 5    |
| 4    | 爱沙尼亚   | 1    | 0    | 0    | 1    |
| 4    | 英国       | 1    | 0    | 0    | 1    |
| 4    | 西班牙     | 1    | 0    | 0    | 1    |
| 7    | 荷兰       | 0    | 2    | 2    | 4    |
| 8    | 法国       | 0    | 1    | 1    | 2    |
| 9    | 美国       | 0    | 0    | 2    | 2    |
| 10   | 比利时     | 0    | 0    | 1    | 1    |
| 10   | 加拿大     | 0    | 0    | 1    | 1    |
| 10   | 丹麦       | 0    | 0    | 1    | 1    |
| 10   | 拉脱维亚   | 0    | 0    | 1    | 1    |
| 10   | 新西兰     | 0    | 0    | 1    | 1    |

## 参赛国家
| - 安道尔（3） - 安提瓜和巴布达（3） - 阿鲁巴（2） - 阿根廷（8） - （16） - 奥地利（5） - 巴巴多斯（1） - 巴林（4） - 比利时（7） - 伯利兹（5） - （2） - 玻利维亚（1） - 巴西（7） - 保加利亚（1） - 加拿大（15） - 开曼群岛（6） - 中非共和国（4） - 智利（1） - 中国（6） |  | - 中华台北（1） - 哥伦比亚（8） - 刚果民主共和国（3） - 古巴（4） - 捷克斯洛伐克（12） - 丹麦（11） - 厄瓜多尔（2） - 爱沙尼亚（3） - 埃塞俄比亚（5） - 芬兰（2） - 法国（18） - 德国（17） - 英国（16） - 希腊（1） - 关岛（6） - 圭亚那（1） - 匈牙利（4） - 印度尼西亚（2） - 独立奥林匹克运动员（5） |  | - 伊朗（7） - 爱尔兰（5） - 意大利（18） - 牙买加（3） - 日本（12） - 拉脱维亚（5） - 黎巴嫩（2） - 列支敦士登（2） - 立陶宛（5） - 马来西亚（1） - 墨西哥（5） - 蒙古（4） - 荷兰（17） - 新西兰（14） - 尼加拉瓜（1） - 朝鲜（3） - 挪威（9） - 秘鲁（1） - 菲律宾（2） |  | - 波兰（9） - 卢旺达（3） - 圣马力诺（1） - 沙特阿拉伯（3） - 斯洛文尼亚（1） - 南非（5） - 西班牙（14） - 苏里南（1） - 韩国（4） - 瑞典（9） - 瑞士（13） - 多哥（2） - 特立尼达和多巴哥（2） - 独联体（19） - 阿拉伯联合酋长国（4） - 美国（20） - （1） - 乌拉圭（2） - 委内瑞拉（4） |